# V Giochi dell'Impero e del Commonwealth Britannico
I V Giochi dell'Impero e del Commonwealth Britannico si tennero a Vancouver (Canada) tra il 30 luglio ed il 7 agosto 1954. Vi parteciparono 24 nazioni, per un totale di 662 atleti impegnati.

## Sport
I V Giochi dell'Impero e del Commonwealth Britannico hanno compreso le seguenti discipline:
- Atletica leggera
- Bowls
- Ciclismo
  -  Ciclismo su strada
  -  Ciclismo su pista
- Lotta
- Pugilato
- Scherma
- Sollevamento pesi
- Nuoto
- Canottaggio
- Tuffi

## Nazioni partecipanti
Le nazioni e i territori partecipanti sono stati (in grassetto quelli che hanno partecipato per la prima volta):

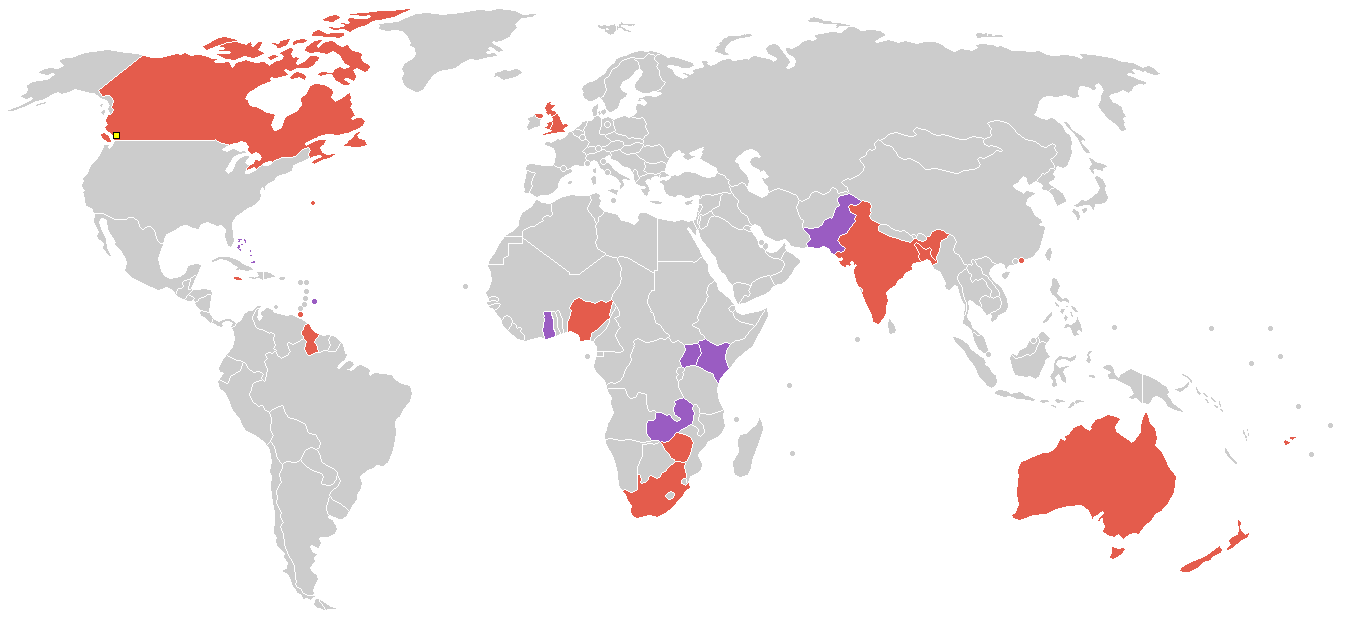
Paesi partecipanti

- Australia
- Bahamas
- Barbados
- Bermuda
- Guyana britannica
- Canada
- Inghilterra
- Figi
- Costa d'Oro
- Hong Kong
- India
- Giamaica
- Kenya
- Nuova Zelanda
- Nigeria
- Irlanda del Nord
- Rhodesia Settentrionale
- Rhodesia Meridionale
- Pakistan
- Scozia
- Sudafrica
- Trinidad e Tobago
- Uganda
- Galles

## Medagliere
| Posiz. | Nazione                 | Oro | Argento | Bronzo | Totale |
| ------ | ----------------------- | --- | ------- | ------ | ------ |
| 1      | Inghilterra             | 23  | 24      | 20     | 67     |
| 2      | Australia               | 20  | 11      | 17     | 48     |
| 3      | Sudafrica               | 16  | 6       | 13     | 35     |
| 4      | Canada                  | 9   | 20      | 14     | 43     |
| 5      | Nuova Zelanda           | 7   | 7       | 5      | 19     |
| 6      | Scozia                  | 6   | 2       | 5      | 13     |
| 7      | Rhodesia Meridionale    | 2   | 2       | 1      | 5      |
| 8      | Trinidad e Tobago       | 2   | 2       | 0      | 4      |
| 9      | Irlanda del Nord        | 2   | 1       | 0      | 3      |
| 10     | Rhodesia Settentrionale | 1   | 4       | 3      | 8      |
| 11     | Nigeria                 | 1   | 3       | 3      | 7      |
| 12     | Pakistan                | 1   | 3       | 2      | 6      |
| 13     | Galles                  | 1   | 1       | 5      | 7      |
| 14     | Giamaica                | 1   | 0       | 0      | 1      |
| 15     | Barbados                | 0   | 1       | 0      | 1      |
| 15     | Hong Kong               | 0   | 1       | 0      | 1      |
| 15     | Uganda                  | 0   | 1       | 0      | 1      |
| 16     | Guiana britannica       | 0   | 0       | 1      | 1      |
| Total  | Total                   | 92  | 89      | 89     | 270    |